# Garry’s Mod
Garry’s Mod (рус. Мод Гэрри, Мод Гарри, Гэррис-мод, Гаррис-мод; от имени создателя — Гарри Ньюмана, англ. Garry Newman; сокращ. GMod) — компьютерная игра, физическая «песочница», которая позволяет игроку манипулировать объектами и экспериментировать с физикой, реализм которой обеспечивается движком Source. Данная модификация создавалась для демонстрации обширных возможностей движка Source, который ограничивает свободу игроков только их собственной фантазией и воображением.
Первоначально Garry’s Mod был бесплатной модификацией, размещался и обновлялся разработчиком на его сайте garry.tv вплоть до 9 версии. С 29 ноября 2006 года Garry’s Mod стал платной игрой и распространяется через Steam. Игра использует систему обновлений Steam. Обновляется ежемесячно. Имеется общедоступная Beta-версия для тестирования перед обновлением основной ветки игры.
29 июля 2009 года официально анонсированы достижения для Garry’s Mod, 26 августа они были добавлены в обновление.
В начале сентября 2011 Гарри Ньюман анонсировал крупнейшее обновление. В 13-м глобальном обновлении была введена поддержка мастерской Steam, переработано меню (теперь оно использует Awesomium Framework, вместо стандартного Source-меню) и множество других изменений, в основном связанных с изменением возможностей Lua-движка.
Продажи Garry’s Mod превысили 20 млн копий в сентябре 2021 года.

## Возможности
С помощью Garry’s Mod можно проводить любые действия с объектами и персонажами из игр на движке Source (CS:S, CS:GO, TF2, HL2 и других игр в Steam на движке Source), например, менять текстуры, изменять размеры, копировать, соединять, взрывать, прикручивать колеса, изменять выражения лиц персонажей, изменять их кости, ставить в причудливые позы и т. д. Модификации предоставляют игроку огромные просторы для творчества.
Garry’s Mod 9 предоставлял несколько сетевых режимов игры: игра в футбол с помощью гравипушки, стрельба из лазера, охота на птиц (одни игроки играют за охотников, другие — за птиц), гонки на арбузах и т. д. В Garry’s Mod 10 доступны режимы: «песочница», Ascension (двумерная игра, задача в которой — добраться до определённой точки), Dog Fight Arcade (воздушные сражения), Fretta, PropHunt, Trouble in Terrorist Town. Ранее был доступен режим гонок на арбузах, но был убран в связи с его непопулярностью. Другие игровые режимы доступны в виде отдельных скачиваемых дополнений.

## Разработка
Первая версия была выпущена 24 декабря 2004 года
и являлась не более чем экспериментом в Source SDK, поэтому ничем не отличалась от Half-Life 2, за исключением кнопок: создающая мэнхэков, добавляющая всё оружие и отключающая искусственный интеллект внутриигровых персонажей. Во второй версии, выпущенной 27 декабря 2004 года, были добавлены виды оружия из Half-Life 2. Третья версия была выпущена 30 декабря 2004 года. Эту версию можно считать началом создания полноценной игры, в ней представлены настоящие эксперименты в Source SDK. В игру добавлена первая версия карты gm_construct, которая используется по умолчанию по сей день. Добавлены кнопки, которые создают рэгдоллы и предметы, красная кнопка заменяла функцию удаления предметов (англ. Remover Tool). Физическая пушка тоже приобрела современный вид.
5 января 2005 года в четвёртой версии был добавлен многопользовательский режим и обновлена карта gm_construct. На карте стало больше пространства: появилось место для машин, новые платформы создания предметов, например, платформа для создания блоков, которые были использованы в дополнении PhoeniX-Storms (сокр. PHX). Но всё же ими было трудно пользоваться с помощью примитивной физической пушки. Так же монтировка могла делать не только верёвки и сваривать предметы, а создавать ускорители (ракетные двигатели, англ. thrusters), что позволяло поднимать предметы в воздух без помощи физической пушки.
9 января 2005 года в пятой версии снова обновили карту: в игровой мир была добавлена вода, а небо было сделано более реалистичным (скайбокс), похожие на PHX платформы остались, но некоторые старые были убраны из-за ненадобности. В игру были добавлены два новых инструмента: инструмент рисования (англ. paint gun) и инструмент создания шариков (англ. balloon gun). Инструмент для рисования имел ограниченное количество цветов, инструмент для создания шариков мог создавать одинаковые шарики по длине верёвки и весомости, различающиеся только цветом. Также в этой версии было организовано меню для создания предметов (англ. qbox), заменяющее пушку RPG (стреляющую предметами) и платформы.
29 января 2005 года в шестой версии добавлены меню с инструментами (лампы, шарики и сварка), окно помощи с решениями всех главных проблем и важных советов при начале игры, инструмент для создания ламп и фонарей, возможность передвижения по воздуху (англ. noclip), инструмент для позирования лица (англ. face-posing tool), в котором можно изменять только лицо (делать некоторые выражения лица: поцелуй, улыбка, и т. д.). Все старые предметы были улучшены, карта приобретала современный вид. 12 февраля 2005 г. в седьмую версию внесли незначительные обновления карты и предметов, цвет луча физической пушки заменён на синий. В меню инструментов добавлены новые функции, в частности дубликатор предметов, копирующий, красящий, соединяющий и разрушающий предметы. Пополнился список предметов.
15 февраля 2005 г., вышла восьмая версия Garry’s mod. Восьмая версия модификации стала продвигаться как самостоятельная игра. Были изменены главное меню, добавлена загрузка карт и создание многопользовательского сервера, в меню добавлен менеджер дополнений (материалов и моделей). Изменён и вид меню создания предметов (англ. qbox), имя по умолчанию было изменено с Minge_Bag на MingeBag, улучшена стандартная карта, горы в скайбоксе заменены домами. Добавлены эффекты простого изменения ГРИП (англ. simple DOF), свечения (англ. bloom) и др. 27 ноября 2005 г. выпущена последняя версия, доступная для бесплатного скачивания (9.0.4).  В эту версию добавлена возможность загрузки любых карт: полученных из Сети; созданных самостоятельно при помощи Hammer Editor и других редакторов игрового содержимого, использующих формат двоичного разбиения пространства (файлы карт с расширением .bsp); взятых из поставки других игр на движке Source. В эту версию также добавлено программирование на языке Lua.
Десятая версия, выпущенная 29 ноября 2006 г., имеет большое количество изменений по сравнению со свободной 9 версией. Для запуска модификации необходима хотя бы одна игра на Source от Valve. Обновлены библиотеки, связанные со сценарным языком Lua, переписана система модификаций, SWEP (англ. scripted weapons), SENT (англ. scripted entities). 15 января 2008 года Garry’s Mod был переведен на последнюю на тот момент сборку Source (14 версия; ранее использовался движок 7 версии), используемую в играх серии The Orange Box. В 2009 году была добавлена поддержка новых игр на движке Source (например, Zeno Clash), а также изменён интерфейс игры, в частности, Q-меню. Новая версия игры, называемая Garry’s Mod 11, появилась на свет 16 января, когда она была переведена на последнюю, на тот момент, версию движка Source, что появилась с выходом знаменитого Orange Box, куда входили Half-Life 2, Half-Life 2: Episode One, Half-Life 2: Episode Two, Portal и Team Fortress 2. В двенадцатой версии игры был изменён интерфейс, добавлена поддержка новых игр, что работали на движке Source и поддержка онлайн-загрузки дополнений. В игру добавили онлайновую загрузку дополнений (англ. Toybox). Кроме того, Garry’s Mod 12 стала работать на операционной системе Mac OS. Это произошло 23 сентября 2010. Гарри Ньюмен объявил о запуске бета-теста 13 версии — в основном на оружие, NPC и карты.
Сейчас в Garry’s Mod 13 больше чем 1000000 модификаций. Также в Garry’s Mod 13 доступен сервис Steam Workshop. Со временем Gmod перенесли на обновлённую версию движка Source, которая использовалась в играх, включённых в издание The Orange Box, что позволило создать отличную физику и более новую, современную графику.

## Игровые режимы
В Garry’s Mod было создано множество игровых режимов, которые разрабатываются и по сей день. Простор для создания игровых режимов был обеспечен благодаря SDK движка Source и языку программирования Lua.
По информации Мастерской Steam Garry’s mod насчитывает более 5100 игровых режимов, включая постеры главного меню, контенты серверов и дополнения уже к существующим игровым режимам. Процент игровых режимов от других публикаций мастерской не превышает 1 % из-за большого количества дубликаций и сохранений.

## Отзывы и продажи
Летом 2018 года благодаря уязвимости в защите Steam Web API стало известно, что точное количество пользователей сервиса Steam, которые играли в игру хотя бы один раз, составляет 18 576 379 человек.

## Скандал с Nintendo
В апреле 2024 года компания Nintendo подала запрос об удалении аддонов, связанных с их произведениями. Facepunch Studio приняла решение удалить абсолютно все аддоны, нарушающие авторские права Nintendo, но из-за того, что их слишком много, этот процесс будет долгим, и студия также попросила создателей аддонов удалить их самостоятельно. Из-за этой ситуации в мастерской игры начали появляться аддоны, разжигающие ненависть к компании Nintendo.